# Château de La Gallée
 (septembre 2023).
Le Château La Gallée est une ancienne maison des vignes, des XIVe-XVe siècles, remaniée en maison des champs au XVIe siècle. Restauré depuis quelques années, l'édifice se situe à Millery dans le département français du Rhône en région Auvergne-Rhône-Alpes.
Le château fait l’objet d’une inscription au titre des monuments historiques par arrêté du 7 juin 1926.

## Situation
Le château la Gallée est situé dans le département français du Rhône sur la commune de Millery, à flanc de coteau.

## Histoire[3]
Si la vocation viticole du territoire de Millery remonte sans nul doute à l’antiquité, la première mention connue de l’exploitation des collines millerotes par la vigne date quant à elle du mois de juillet 1234, date à laquelle Pierre Bérard cite explicitement la présence de vignes « entre Montagny et Millery ».
Selon Salomon, qui reprend les théories émises par Pourrat quelques années auparavant, « le nom de Galée, ou « Galley » (…) pourrait venir de la famille de Gali ou Gall. Dans son testament daté 18 juillet 1348, Orient de Gali fait un legs à l’hospice de la Croix Maladière situé à Millery. Issu de cette famille millerote, Guillaume de la Galère s’installe apparemment en tant que cabaretier à Lyon au début du XVe siècle. 
Selon Susanne Rau, l’hôtel de la Gallée est établi au moins depuis 1419 à Lyon, à l’angle de l’actuelle rue Saint-Georges et de la montée du Gourguillon. On y vend alors sans doute le vin de la Gallée.
En 1462, Jean Blanc, notaire de profession, est identifié dans la comptabilité communale, comme « hoste de l’ostelerie de la Gallée ».
En 1483, Pierre Blanc, descendant probable de Jean, n’a pas repris l’office notariale de son père. Il est alors uniquement identifié comme « hôtelier de la Gallée », mais possède plus de biens. Outre son hôtel lyonnais, il détient à Millery un petit domaine viticole composé d'une maison haute et basse au territoire du Mas, avec pressoir, cellier « et autres aisances, un petit verger contenant fruitiers et noyers, une vigne accolée à la maison, et deux autres aux territoires de la Luatière et de Champ-de-Biez.
- La Gallée du temps des Vauzelles. Vers 1512-1630[9].

Vers 1512-1515, la famille de Vauzelles hérite de l'exploitation viticole de la Gallée. C’est dans sa maison millerote, qu’en 1550, Mathieu de Vauzelles rédige son traicté des péages « pour m’acquitter, & monstrer qu’il nha tenu à moy, d’un bon vouloir me suis deliberé (durant le temps de ces vacations de vendanges) estant à Millery, de parfaire ce petit Traité des Péages ». La surface du domaine est alors estimée à un peu moins de trois hectares.
Vers 1546-1562, la modeste maison des vignes de la Gallée est transformée en véritable maison des champs. Il n'est pas impossible que le nouvel édifice, aux allures de château, ait été réalisé sur la base de plans émis par l'architecte italien Sebastiano Serlio, ami des frères Vauzelles, et dont la présence est attestée à Lyon entre 1546 et 1550.  
- La Gallée du temps des Moulceau. 1630-1724.

Vers 1630, François de Vauzelles vend le domaine de la Gallée à Jean de Moulceau (1588-1668), secrétaire de la ville de Lyon. Jean de Moulceau et son épouse Marie Rougier (vers 1600-1679) engagent alors de gros travaux sur le site, et achètent de nombreuses terres autour de la maison. Transformée en véritable domaine viticole, l'exploitation est entourée par un mur de clôture. On accède alors à la propriété par une porte monumentale dite "porte du Mas" située au nord, vers le village de Millery. A l'intérieur du clos, un nouveau jardin, orné d'une grotte de fraîcheur, est alimenté par l'ancien aqueduc qui desservait le site en eau depuis l'origine. Répartis le long des murs de clôture et en différents points du site, plusieurs belvédères ouvrent la vue sur le Mont-Pilat ou les collines environnantes.
Le 18 décembre 1665 Jean de Moulceau et Marie Rougier donnent la Gallée à leur fils Thomas de Moulceau (1625-1694). Marié à Isabeau Dulieu (1625-1678) depuis 1646 Thomas de Moulceau assure de 1649 à 1655 le suivi des travaux de construction du nouvel hôtel de ville de Lyon. 
C'est aux maîtres de métier qu'il a rencontrés sur le chantier de l'hôtel de ville qu'il va confier les travaux d'agrandissement et d'embellissement de la Gallée. Une vue perspective peinte sur toile probablement commandée à Thomas Blanchet vers 1666-1668 permet de se rendre compte des travaux envisagés : agrandissement du cellier, modification des murs de terrasse, rehaussement des niveaux de sols... Marie Rougier, en gestionnaire attentive, commandite et surveille les travaux en l'absence de son fils. 
Entre 1669 et 1672, un nouveau jardin en terrasse est créé, dans le prolongement du jardin aménagé par Jean de Moulceau. Le site est alors richement orné de caisses d'orangers et d'arbres, d'arbustes et de fleurs en pots. Mais aussi de bancs de pierre et de statues, à l'identique des ornements que l'on trouvait alors à Paris dans les jardins de Le Nôtre.  
En décembre 1673 Thomas de Moulceau transmet à son fils Jean (ou Jean-Baptiste) (1648-1716) ses charges d’avocat et procureur général de Lyon et de procureur du roi en la police de Lyon.
De nouvelles parcelles de terres sont achetées entre 1669 et 1675, elles vont permettre d'agrandir le clos au nord et d’envisager la création d'une entrée monumentale à l'est. Le réseau hydraulique est également modifié en profondeur entre 1672 et 1673. Terrassiers et maçons creusent et édifient alors sur près de 800 m de longueur une galerie de captage qui rejoint le centre du village de Millery. Conçue comme un souterrain, cette galerie pouvait également permettre aux habitants de la Gallée de rejoindre le village en cas de problème. Au devant de la maison, un réservoir vouté recueille les eaux de captage, redistribuées ensuite entre grotte et jardins. 
Le domaine de la Gallée est alors sans doute florissant. A tel point qu’en lieu et place du muscat habituellement offert à la Cour de France en guise de présent par les députés de la ville de Lyon, ce sont les vins de la Gallée qui sont présentés à la table du roi en 1685 et 1686.
Entre 1688 et 1691, Thomas de Moulceau acquiert suffisamment de terres et de vignes pour structurer ce que l’on appellera par la suite « la petite Gallée », un second clos de vignes au sein duquel il installe un petit belvédère octogonal, point de vue idéal sur l’ensemble de son premier clos. En avril 1690, il épouse en secondes noces Catherine Hélène Dupuis dont il aura deux enfants : Marie (1690-1695) et Camille (1692-?). 
Thomas de Moulceau décède le 15 février 1694. Il laisse un domaine florissant à la décoration somptueuse, la réputation de ses vins dépasse largement le cadre régional.  
Jean (dit Jean-Baptiste) de Moulceau, seigneur de Grigny, hérite alors de la totalité des biens de son père. Quant à son frère Charles, il hérite du titre de « seigneur du Mas » ainsi que de parts sur le domaine de la Gallée, à concurrence de 24 000 livres. Jean ne va pas pour autant investir la Gallée, car Catherine Hélène Dupuy, la veuve en secondes noces de Thomas réside encore dans la maison familiale.
Jean de Moulceau démissionne en mars 1696 de la charge d'avocat et procureur général de la ville que lui avait transmise son père. Cette même année, il fait enregistrer les armes de la famille auprès d’Hozier, le généalogiste de Louis XIV. Il décède à Paris le 25 avril 1716.
N'ayant pas rédigé de testament, ses biens devront être partagés entre ses sept héritiers : Bonne-Angélique Legay, son épouse, Jean-Camille (vers 1697-1748) et Thérèse-Angélique (vers 1698-1724), leurs deux enfants (tous deux entrés en religion), son frère, Charles de Moulceau du Mas ainsi que Camille de Baraillon, seigneur de Saint-Didier et Madeleine et Marie de Baraillon, les enfants de sa sœur Marianne.
Bonne Angélique Legay, qui tient à garder la main sur l’héritage de son mari, vend  à l'encan la plupart des ornements et éléments architecturaux remarquables de la Gallée. 
Lassés par les luttes qu'engendre l'indivision, les trois neveux Baraillon décident en février 1724 de vendre conjointement l’ensemble de leurs droits et biens hérités des Moulceau à François Bruffet, avocat, conseiller du roi et président en l’élection de Lyon. Le prix obtenu pour ces biens (dont la Gallée) est de 24 000 livres.  
- La Gallée du temps de François Bruffet. 1724-1747.

En investissant sur des terroirs situés au Sud de Lyon, François Bruffet misait sur la qualité : depuis le XVIe siècle, la réputation des vins de Millery n’était plus à faire. 
C’était sans compter sur le contexte économique et fiscal de l’époque. À partir de 1730, les vins du Beaujolais envahissent  le marché lyonnais. Issus de terroirs équivalents (des moraines wurmiennes caillouteuses), ces vins, que l’on peut amener facilement à Lyon par la Saône possèdent un atout non négligeable : leur prix. Les vins de Millery, pourtant réputés, commencent dès lors à se vendre moins bien sans pour autant que la taxation baisse…
Les conséquences de cette arrivée du Beaujolais sur les tables lyonnaises se fait vite ressentir pour les habitants des Côtes du Rhône ne pouvant plus correctement vendre leurs vins, ils comment à perdre de l’argent sans pouvoir rattraper leur mise. Cette perte de revenus d’activité doublée d’une surimposition entraine alors irrémédiablement une dépréciation de leurs terrains viticoles.
C’est sans doute en partie pour cette raison, mais peut être aussi à la suite d'une mauvaise gestion que François Bruffet, lourdement endetté, n’arrivant pas à tirer suffisamment de fruits de investissements, finit par accumuler les dettes, au point de plus pouvoir honorer ses créances.
Lassés de ne pouvoir toucher l’argent que Bruffet leur doit, l’ensemble des créanciers se regroupent en syndic en 1731. Et vendent le 4 mars 1732 à Antoine Lescalier, marchand de Lyon, la charge du recouvrement des dettes de François Bruffet. Lescallier demande que les domaines des Bruffet situés de Charly et de la Gallée soient vendus. D’après l’acte passé devant notaire le 3 juin 1733, la Gallée comporte alors : « [une] maison pour le maitre, une pour les valets, cuviers serres écuries & fermiere jardins parterres prés terres 400 hommes de vignes en deux clos & d’un bois taillis. »
Faute d'avoir trouvé un acheteur pour le domaine, et avant d’en envisager la découpe, une pyramide exécutive est mise en place sans le domaine. A sa base, un régisseur, vigneron de métier, à qui l’on confie par bail la charge de semer, de tailler la vigne, et d’en assurer la récolte et la vinification. Le choix de ce régisseur, aussi appelé « maitre valet » ou « granger » est effectué par les époux Bruffet. Au-dessus des Bruffet, Lescalier et Feraud paient les frais de l’exploitation, ou en font l’avance. Après les vendanges ou récoltes, ils se chargent également d’en vendre les produits. Puis d’en distribuer les dividendes obtenus aux créanciers. 
En 1738, les créanciers vendent la petite Gallée. Mais même amputé d'une partie de ses vignes, le domaine est encore rentable. C'est alors que, passant outre aux choix et décisions des Bruffet et des créanciers, Lescallier détourne à son profit le bénéfice des vendanges, en ne déclarant qu'une partie du compte de l'exploitation. Bruffet, qui n’entend pas se laisser faire, porte l’affaire en avril 1743 devant le premier président et lieutenant général en la sénéchaussée de Lyon.
Lorsque Antoine Lescalier décède au début du mois de mai 1743, c’est son fils Antoine Balthazar qui reprend à son compte les créances des Bruffet. Mais l’héritier dont les rêves portent au-delà des mers, n’a que faire du domaine et de ses créanciers. Le maitre valet ne s'occupe plus des lieux, délaissant jardins et parterres au profit de ses propres cultures. En 1744, il oublie même d'en faire les vendanges.
La femme et les enfants de François Bruffet (décédé le 28 août 1746) obtiendront finalement gain de cause en juillet 1747, date à laquelle un apurement des comptes est effectué devant notaire. Pour faire face à leurs dettes, les Bruffet se désistent de l'ensemble de leurs droits sur la Gallée. Balthazar Antoine Lescalier n'a alors plus le choix. Devenu seul propriétaire, acculé par les dettes, il doit vendre. 
Le 19 septembre 1747, le domaine est vendu aux enchères,
- La Gallée du temps des Jésuites. 1747-1793.

Étienne Dalier remporte l'enchère, pour le prix de 60 000 livres. Il n’intervient toutefois dans cette affaire qu’en « ami », agissant pour le compte des Jésuites du Collège de la Trinité. Ces derniers n’achètent pas la Gallée pour y installer le collège, mais pour pouvoir disposer d’un domaine de rapport, susceptible de fournir du vin et des denrées à leurs bureaux et institutions lyonnaises. 
À partir de 1762, les Jésuites confient la gestion de la Gallée aux Oratoriens. Bien que placé sous l'autorité d'un fermier, le domaine continue à se dégrader. Le fermier ne réside pas sur les lieux, qu'il ne visite que rarement et dont il laisse la charge d'exploitation au régisseur. C'est ainsi qu'en 1774, le réseau hydraulique mis en place par Thomas de Moulceau se dégrade au point qu'il faut refaire une partie des murs du jardin en terrasse. Un vivier est édifié à l'emplacement du réseau abîmé.
Lorsqu'en 1792 les biens des ecclésiastiques sont saisis à Millery par les révolutionnaires, la Gallée, considérée comme possession lyonnaise du grand Collège, ne fait  pas partie des domaines réquisitionnés. Même si la « maison dépérit » que « les eaux se perdent », et que la vigne a souffert de la grande gelée du début de l’année 1792, le District espère tirer un gros bénéfice de sa vente. C’est ainsi que le domaine est à nouveau mis aux enchères le 6 février 1793. 
- La Gallée du temps des Johannot. 1793-1889.

Jean-Antoine Hutte (1726-1801), notaire de Lyon, remporte la mise, pour la somme de 180 000 livres. Bien qu’originaire de Millery, Hutte n’agit pas pour son propre compte, mais pour celui de François Ferdinand Johannot, papetier d’[[Annonay]].  Si à Millery, le climat est à la conquête agricole, à Lyon, le climat de terreur s’aggrave. Pierre Johannot, frère de François Ferdinand s’engage auprès des insurgés. Il est arrêté fin 1793. Ayant des différends avec Boissy-D'anglas avec qui il est en froid depuis des années, il ne sera pas défendu : ses biens sont confisqués, et il sera exécuté à Lyon le 5 janvier 1794 pour avoir « propagé des principes contre-révolutionnaires, [et] calomnié les choses et les personnes de la République ». À la suite de l’exécution de son frère, la bonne foi de François Ferdinand est contredite. Il se voit alors obligé d’expliquer sa situation afin de ne pas être à son tour dépossédé du domaine qu’il a acheté un an auparavant. Las, le 10 janvier 1794, les scellés sont apposés à la Gallée, et les denrées, biens meubles et immeubles de François Johannot mis sous séquestre. En mai, tous les fruits issus de ses cultures sont vendus aux enchères publiques.
Une fois le climat apaisé, François Ferdinand Johannot récupère son bien. Dès lors, partagé entre sa résidence d'Annonay et sa maison de campagne de la Gallée, il va appliquer à Millery ce que l’atavisme familial lui a transmis : la nécessité de l’expérience, et de l’expérimentation en vue de l’excellence et du progrès. Désireux de tirer le plus de profit de ses terres, l’industriel se renseigne, lit, et en s’appuyant sur les derniers écrits de l’abbé Rozier, teste, avec plus ou moins de bonheur, techniques, graines et fumures en différents endroits du clos.
Ses essais en termes d’agriculture maraichère sont inégaux, freinés par un terrain dont les habitants de la commune de Millery disait déjà en 1788 qu’il « est peu de pays dont le sol soit aussi mauvais ; il n’est propre que pour la vigne ». Mais peu enclin à lâcher prise, François Ferdinand Johannot transforme peu à peu le domaine de la Gallée en véritable exploitation agricole, où le bétail côtoie la culture des arbres fruitiers, des légumes et de la vigne. Sa culture industrielle influe sur sa manière de faire : il ne produit pas ses propres graines, ramène au hasard de ses déplacements des semences de froment du Dauphiné, du seigle de Gap… A chaque étape de culture, il teste, observe, améliore. Pour cela, il plante en différents lieux, utilise des engrais, ou des apports minéraux, relève les données de climat.
À la mort de François-Ferdinand (I), le 19 août 1830 à Annonay, à l’âge de 85 ans, c’est à François-Ferdinand (II) que revient la Gallée. De grands travaux sont alors engagés sur les lieux. Destinés à faciliter le travail de la terre et le passage des charriots, ces travaux entrainent la disparition d'une partie des aménagements des XVIIe et XVIIIe siècles au profit d'espace de circulation agrandis, et d'un réseau de distribution de l'eau modernisé. Les Johannot tiennent cependant à ce que lieu reste esthétique. Le tracé de l'ancien jardin en terrasse (qui abrite désormais un potager) est conservé, rythmé par des agrumes en caisses et des pots de fleurs répartis le long des allées et sur les murs. Les jardins abritent alors nombre d'espèces exotiques et fragiles, que l'on transporte en hiver dans la nouvelle serre installée dans l'ancien vivier du XVIIIe siècle.
Le 4 avril 1889 François Ferdinand [II] décède à l’âge de 93 ans dans son château de Prades le Bas (Annonay). De son mariage avec Agathe Peiron (décédée le 26 août 1846), il n’avait eu qu’une fille, en la personne de Célie Cécile Johannot, née en 1823. Cette dernière a précédé de deux ans son père dans la tombe.
- La succession Johannot.

C’est donc aux cinq enfants de Célie et de Francisque François Sébastien Blachier (décédé en 1892) que revient alors, en indivision, la Gallée. Les Blachier reprennent le domaine en main, et font refaire, dans le courant de l’année 1890 l’ensemble des plâtreries, peintures et tapisseries de la maison.
Mais au bout de trois ans, certains des membres de la famille éprouvent peut-être des difficultés à financer l’entretien des lieux. En 1892, c’est donc à Suzanne, épouse Rouveure de Chambonnal et à Edith, épouse Xavier Bollon de Clavière qu’échoit finalement la Gallée.
En 1902, Etienne Rouveure quitte l’indivision. Xavier Bollon de Clavière, au nom de sa femme Edith Blachier reste dès lors le seul propriétaire de la Gallée. Au décès de ce dernier, en 1906, Edith de Clavière prend la tête de l'exploitation agricole, où elle va régner en maitresse femme. Faisant face à la crise du phylloxera et la disparition progressive des vignes, Edith de Clavière replante le domaine, travaille les fruitiers et adhère tout naturellement à la coopérative fruitière des Millery créée en 1911. Elle intensifie également à la Gallée l’exploitation ovine de la brebis dite « de Millery ». Sa sœur Alice se trouve souvent à ses côtés. Elle dispose d’un logement individuel dans la maison, où elle se rend sans doute assez fréquemment. 
À la mort de madame de Clavière en janvier 1942, la Gallée échoit à Alice Blachier, épouse Loubry. Mais cette dernière, sans doute très attristée du décès de sa sœur avec qui elle réside une partie de l’année, meurt un an plus tard, en 1943.
De nos jours, le domaine, qui conserve encore son clos tel qu'il a été créé au XVIIe siècle est une exploitation agricole encore largement dominée par la vigne.

## Armoiries
- Du Moulceau : d’azur à trois chevrons d’argent semés d’étoiles de même.

## Description
Les bâtiments principaux, avec les hauts murs qui les prolongent au nord et à l'est, forment un carré dont trois des sommets sont flanqués de pavillons carrés coiffés de toitures à quatre pans. Une tour-belvédère se dresse pratiquement au centre de cette figure géométrique. La construction comprend un rez-de-chaussée, deux étages et un étage de combles percé de petits œils-de-bœuf.
L'entrée principale de la propriété se situe côté est ; on accède à une allée bordée de tilleuls par un portail flanqué de deux petits pavillons carrés ; l'allée débouche sur une avant-cour précédée de deux tours rondes à toit plat ; cette avant-cour donne sur un mur percé d'une porte monumentale à bossages encadrée par des colonnes et surmontée d'un fronton surbaissé.
La cour d'honneur est bordée, sur deux côtés, par une galerie à arcades surmontée d'un promenoir couvert. La façade sud s'ouvre sur des jardins en terrasse ; des jets d'eau étaient alimentés par des souterrains reliés au centre du village. Au nord, s'alignent deux longs bâtiments d'exploitation. Un long mur ininterrompu ceint la propriété. À l'intérieur, citons l'escalier droit en pierre et de grandes peintures murales représentant des figures mythologiques.

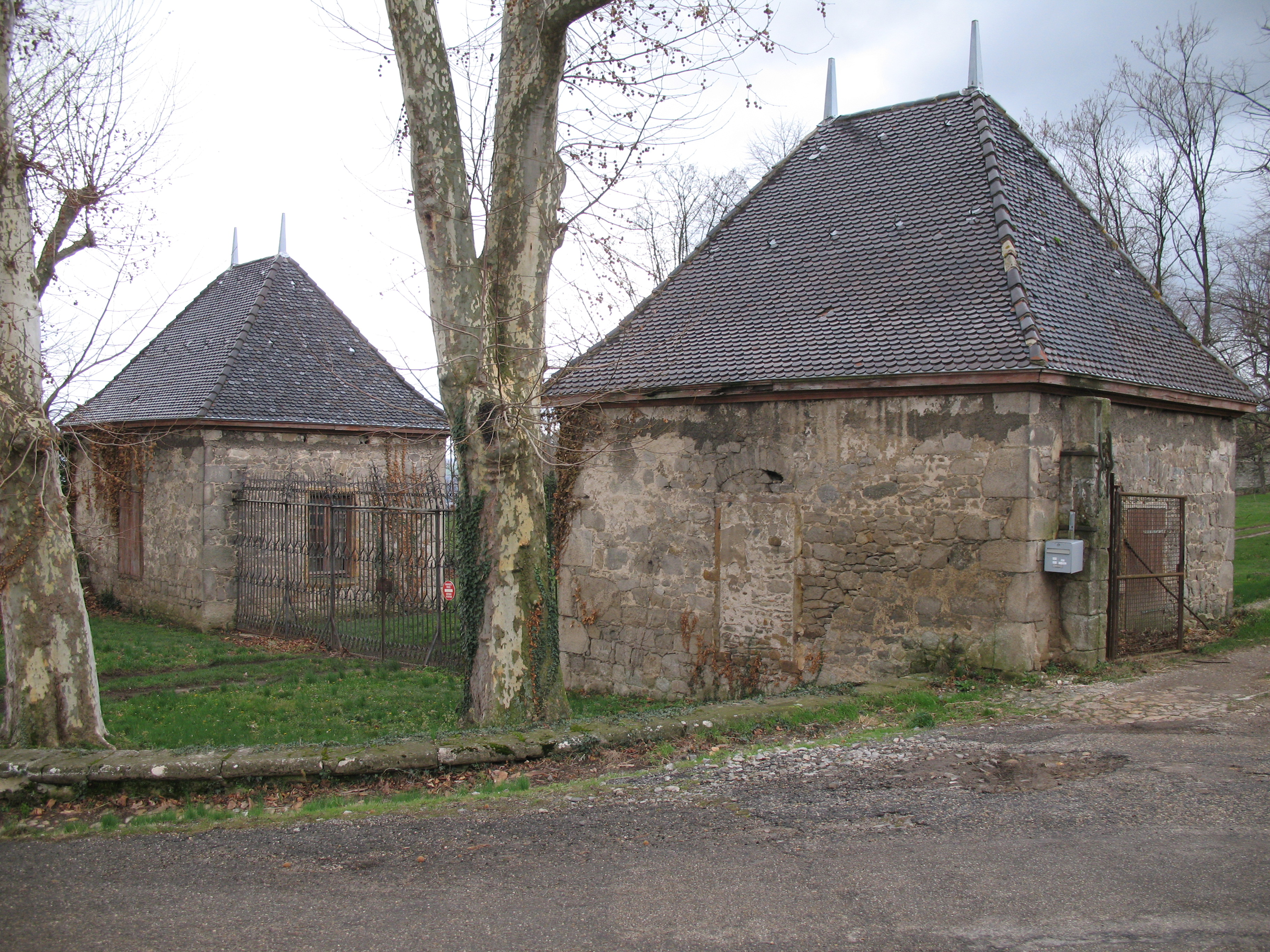
Entrée principale.
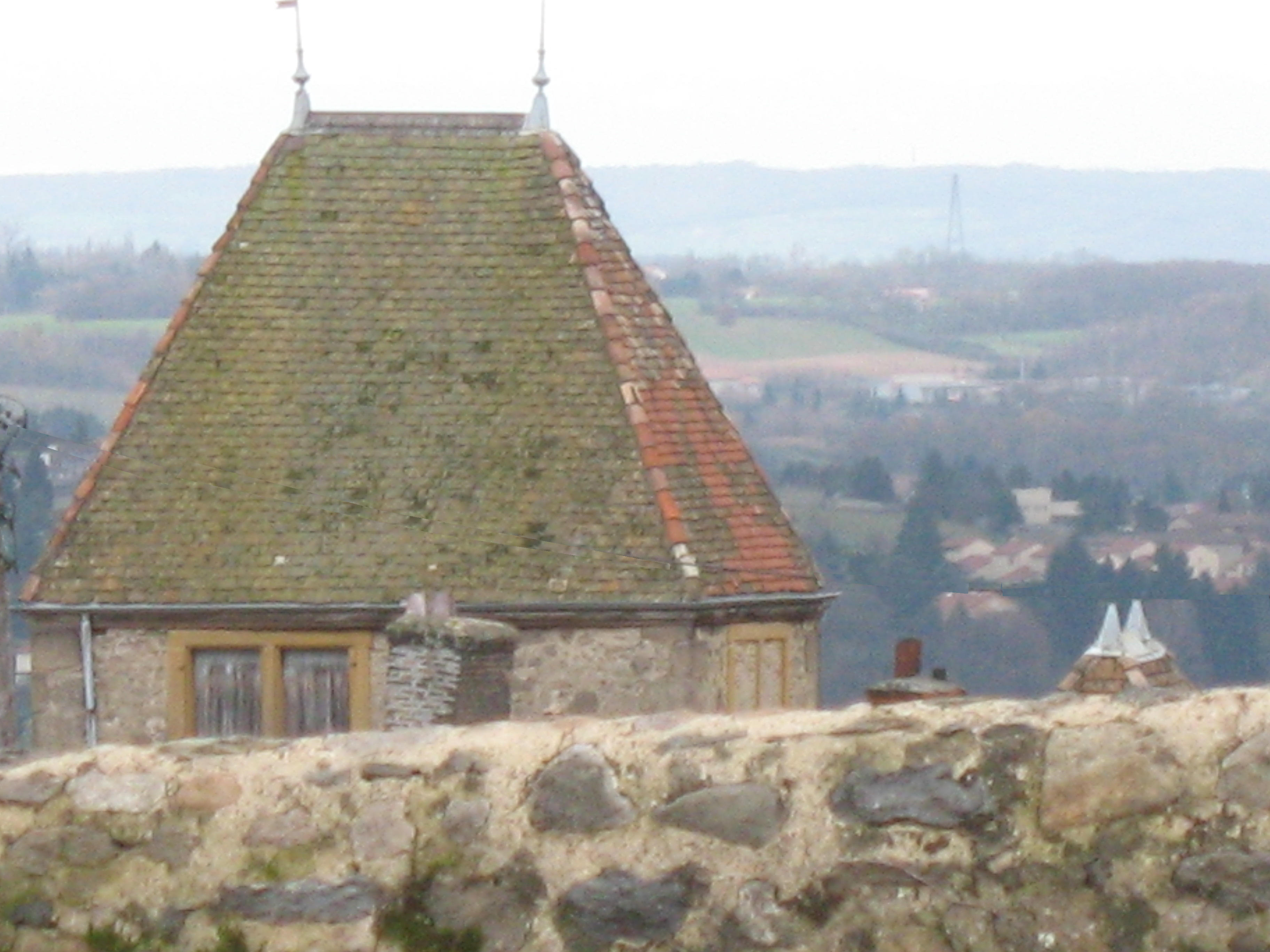
Toiture de la tour-belvédère.
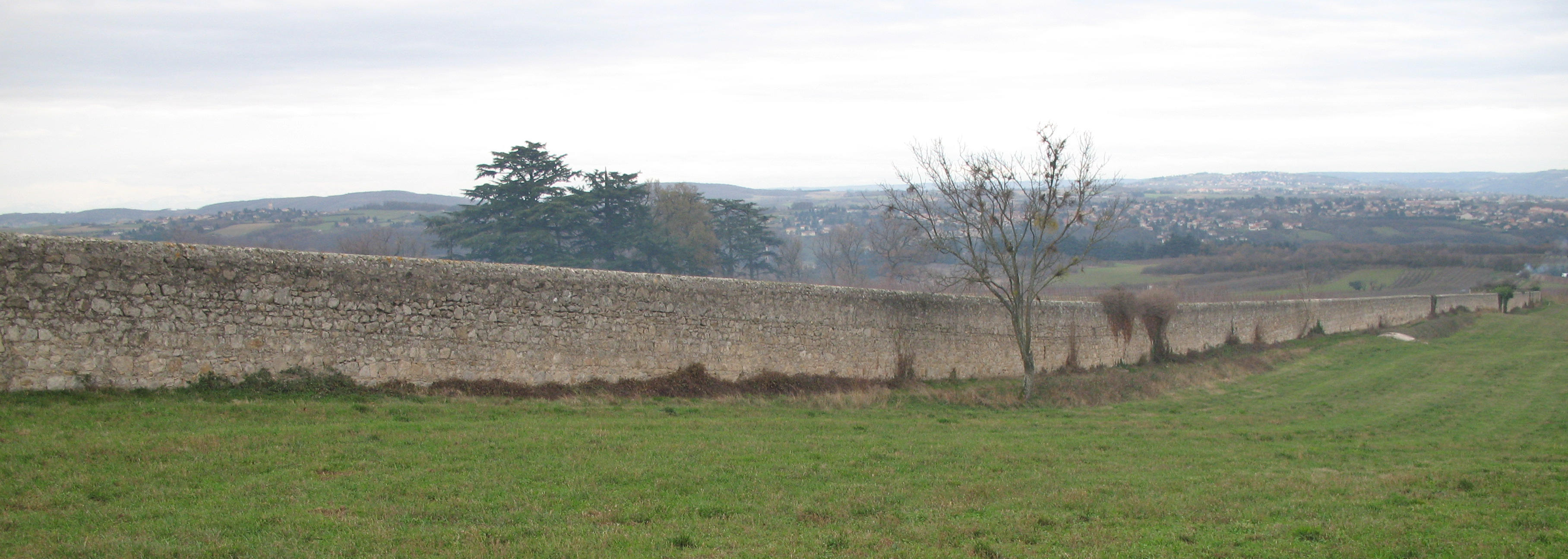
Long mur d'enceinte.
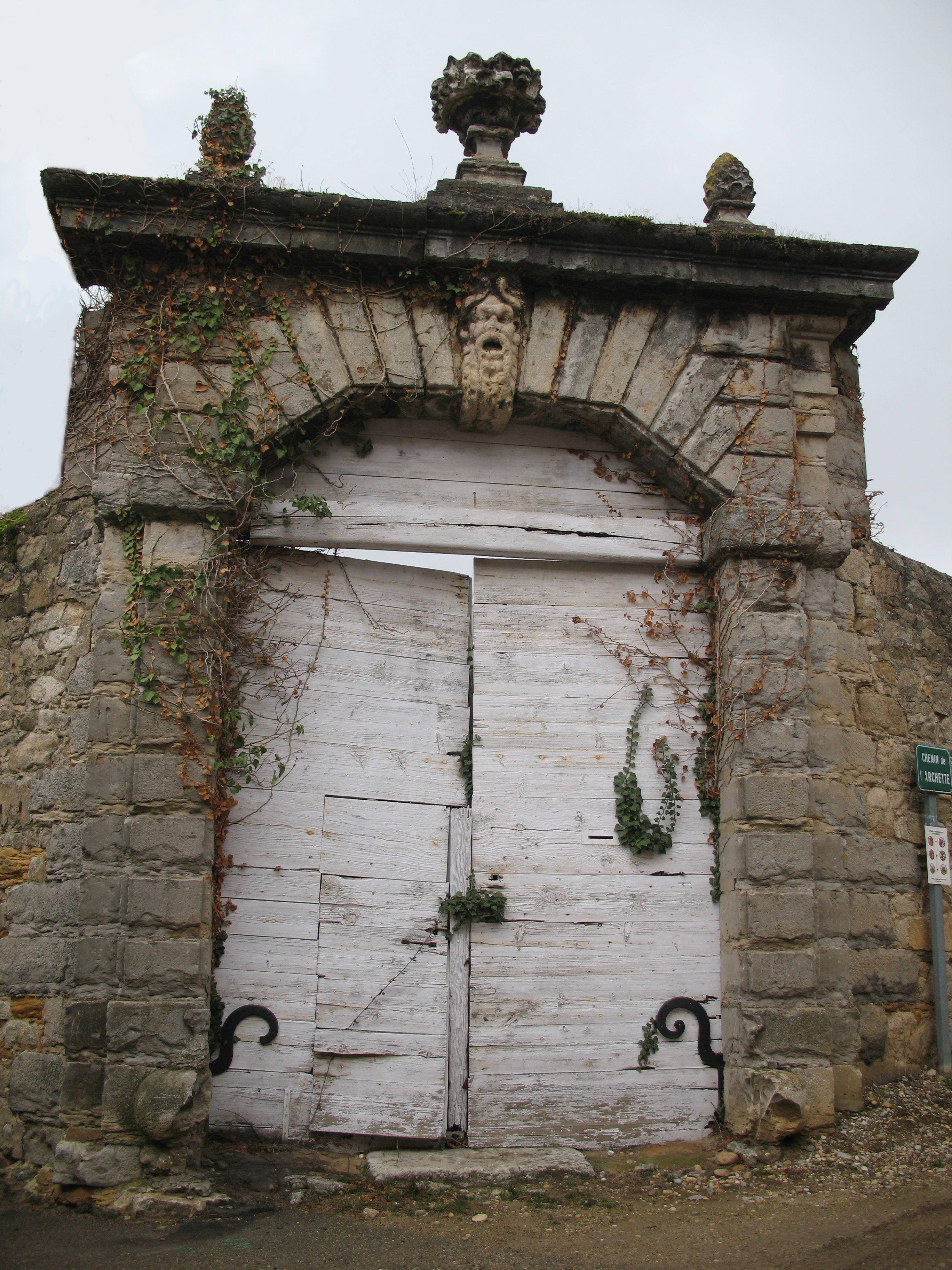
Entrée secondaire.
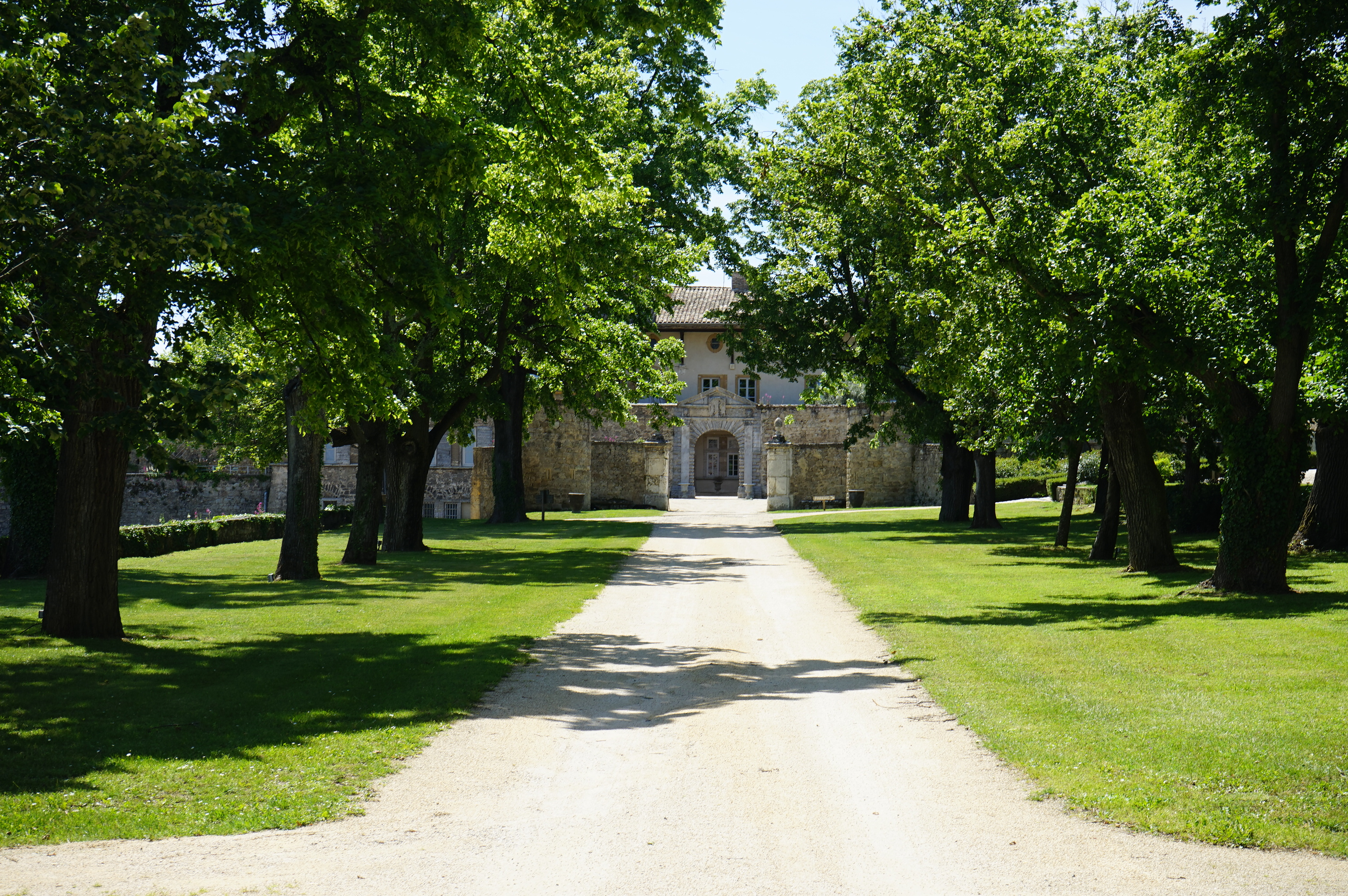
Entrée principale du Chateau La Gallée à Millery (Rhône).